# Krypven
Krypven (Agrostis stolonifera) är en växtart i familjen gräs. 
Artepitetet stolonifera syftar på att den har utlöpare. 